# Битка код Метаура
Битка код Метаура одиграла се 207. п. н. е. између Рима и Картагине близу реке Метаур. Битка је део Другог пунског рата и представљала је значајну римску победу. Римљани су спречили да Ханибал добије појачање. Тиме је значајно одређен смер Другог пунског рата.
Картагињане је водио Ханибалов брат Хаздрубал Барка. Требало је да дође са опсадним справама и појачањима да би Ханибал могао освојити Рим. Хаздрубал Барка је дошао из Шпаније копненим путем преко Алпа поновивши Ханибалов легендарни пут. Међутим, Хаздрубала Барку су чекале две римске армије, које су водили конзули Марко Ливије Салинатор и Гај Клаудије Нерон.
Гај Клаудије Нерон се борио са Ханибалом стотине километара јужније од реке Метаур. Усиљеним маршем стиже конзула Салинатора.
Његов марш није приметио ни Ханибал ни Хаздрубал. Његовим доласком Римљана има далеко више. У бици је било 30.000 Картагињана и 37.000 Римљана.
Хаздрубал Барка покушава да копира Ханибалову тактику из битке код Кане, па поставља своје најискусније војнике на крила, а свеже регрутиране у центар. Међутим центар је толико брзо поражен да ветерани нису ништа стигли да учине. Рим побеђује, а Хаздрубал гине у бици. Око 10.000 Картагињана је погинуло у тој бици. После битке Хаздрубалу одсецају главу, те односе и бацају у Ханибалов логор да му покажу знак тешког пораза.
Ханибал више није могао рачунати ни на какво велико појачање, а овом победом Рим је показао довољно велику снагу.